# De debellandis indis
De debellandis indis literalmente significa Acerca de los Indios sometidos o Sobre la guerra contra los Indios. Es un tratado atribuido a Vasco de Quiroga, obispo de Michoacán, aunque algunos autores discuten dicha atribución. Se asume que en dicho documento conformado por doce folios se hace una apología a los métodos de sometimiento y a la forma de evangelizar a los habitantes en el nuevo mundo, bajo el argumento de que el poder de la corona española y del papa provenían de una voluntad divina, facilitando la conversión y la inclusión de los pueblos conquistados, ya que también buscó dar a los nativos una personalidad jurídica por medio de la igualdad, como ha aseverado Castañeda Delgado, reconociendo el Iure Naturæ de los indígenas dentro de las prerrogativas de la corona.

## Un documento perdido

### La carta de Vasco de Quiroga
Se sabe de la existencia del documento gracias a la correspondencia del obispo de Michoacán con Juan Bernal Díaz de Luco, obispo de Calahorra con quien tramaba una gran amistad, en dicha carta, con fecha del 23 de abril de 1553 en Madrid, hace saber a Bernal que ha adjuntado un documento llamado De debellandis Indis, cuyo destinatario final entonces sería el papa Julio III.
El documento mantiene un estatus de desaparecido, sin embargo, un manuscrito fragmentado, incluido en el CCJBM parece encontrar semejanzas con el pensamiento de Quiroga, haciendo suponer que se trata de este texto perdido, algo que en su momento también señaló Castañeda Delgado.

## Discusión sobre la autoría

### René Acuña
Los esfuerzos de René Acuña por ofrecer una edición del tratado atribuido a de Quiroga, lo condujeron a realizar un análisis de los manuscritos, tomando como base tanto la carta al obispo Bernal como el escrito desconocido, ambos pertenecientes a la "Colección Juan Bautista Muñoz". Así, en su edición de 1988 buscó mostrar una visión objetiva sin dar por hecho la autoría de Vasco de Quiroga, considerando que el "Tratado desconocido” justificaba la invasión por parte de un reino de hombres poderosos, con la voluntad y visión para someter y civilizar a los pueblos débiles, lo que dificulta la homologación del documento con el ideario del obispo de Michoacán.

### Biermann, Zavala y Bataillon
Mucho se ha debatido sobre la legitimación del documento como propio de Vasco de Quiroga, por un lado el estudioso Benno Biermann en una primera publicación dio crédito e identificación a la autenticidad del escrito, sin embargo, dos años después una segunda publicación suya debatió su primer argumento, dicho giro en su propuesta se debe básicamente a las disertaciones sostenidas con el Doctor Silvio Zavala, detractor de la idea sobre la autoría de Vasco de Quiroga.
Zavala tuvo razones para considerar que el espíritu del documento bajo el resguardo de la Real Academia de la Historia no poseía el ideal de Vasco de Quiroga, pues su contenido no parecía reflejar dicho ideal en la carta de motivos redactada para Bernal Díaz, ya que al parecer, la naturaleza del texto tiende a lo apologético con relación al sometimiento de los indios, contradiciendo las tesis de convivencia entre indígenas y españoles, promovidas por Don Vasco, dicha postura confrontaría también las argumentaciones de René Acuña.
Por otra parte, Bataillon rastreó la información de un comentario de fray Miguel de Arcos titulado Parecer mío sobre un tratado de la guerra que se puede hacer a los indios, considerando que podía obtenerse una aproximación a la información del manuscrito perdido, tomando en cuenta también la apreciación de Juan Bautista Muñoz, la cual sugería que, el manuscrito que estaba en su poder le pertenecía a Vasco de Quiroga.
Confrontando las dos fuentes más solicitadas, la Información en Derecho (1535) y De debellandis Indis (1553) es evidente que no hay concordancia entre ambos documentos, lo que parece mostrar una naturaleza cambiante en su ideario, haciendo difícil su identificación con el manuscrito de la RAH. Sin embargo la polémica aún persiste y no se ha podido dar por identificado como el De debellandis Indis al manuscrito conservado en la Real Academia de Historia de Madrid.